# Széchenyi-díjasok listája
Az alábbi lista a legrangosabb állami tudományos elismerés, a Széchenyi-díj díjazottjait tartalmazza. A név után születési, valamint halálozási év, majd a foglalkozás és az esetleges MTA-tagság szerepel. Mögötte zárójelben a díjazás éve, illetve a megosztott (m), nagydíj (n) vagy posztumusz (p) díjazás jelzése. A díj két fokozattal bír, az egyik fokozat a „rendes” Széchenyi-díj, a másik a Széchenyi-nagydíj. Az utóbbit 2021-ig öt alkalommal adták át.
| Ábécé szerinti tartalomjegyzék                                                                           |
| --- |
| A, Á B C Cs D Dz Dzs E, É F G Gy H I, Í J K L Ly M N Ny O, Ó Ö, Ő P Q R S Sz T Ty U, Ú Ü, Ű V W X Y Z Zs |

## A, Á
- Acsády László (1966) neurobiológus, MTA-tag (2022)
- Ádám Antal (1929–2025) geofizikus, MTA-tag (1996)
- Ádám György (1922–2013) orvos, pszichofiziológus, MTA-tag (2007)
- Ádám József (1950–2022) geodéta, MTA-tag (2017)
- Ádám Veronika (1949) orvos, biokémikus, MTA-tag (2010)
- Almási Miklós (1932) filozófus, esztéta, MTA-tag (2004)
- Andorka Rudolf (1931–1997) szociológus, MTA-tag (1996)
- Andrásfalvy Bertalan (1931) néprajzkutató (2013)
- Angyalosi Gergely (1953) irodalomtörténész, kritikus (2009)
- Anisits Ferenc (1938) gépészmérnök (2023)
- Antus Sándor (1944–2021) szerves kémikus, MTA-tag (2000)
- Apáthy István (1945) villamosmérnök (m, 2015)
- Arató Mátyás (1931–2015) matematikus (1994)
- Arató Péter (1942) villamosmérnök, informatikus, MTA-tag (2012)
- Árkai Péter (1944) geológus, MTA-tag (2006)
- Arnóth Lajos (1929–2017) építész (2010)
- Augusztinovics Mária (1930–2014) közgazdász (2010)

## B
- Bach Iván (1927–2006) villamosmérnök, számítástechnikus (2006)
- Bacsó Béla (1952–2024) esztéta (2006)
- Bagdy Dániel (1921–1999) orvos, biokémikus (m, 1992)
- Bagdy György (1955) orvos, neurofarmakológus (2022)
- Bajusz Sándor (1931–2013) kémikus (m, 1992)
- Bakonyi Péter (1938) vívó, villamosmérnök, számítástechnikus (m, 1993)
- Balázs András (1957) fizikus (m, 2015)
- Balázs Ervin (1948) kertészmérnök, növényvirológus, MTA-tag (2000)
- Balázs György (1926–2013) építőmérnök (2000)
- Bálint Csanád (1943) régész, MTA-tag (2016)
- Balla György (1953) orvos, gyermekgyógyász, MTA-tag (2016)
- Balogh Balázs (1951) építész (2014)
- Balogh Csaba (1948) mezőgazdasági gépészmérnök (m, 2004)
- Balogh János (1913–2002) biológus, zoocönológus, MTA-tag (1993)
- Balogh Kálmán (1915–1995) geológus, sztratigráfus (1995)
- Bánfalvi Antal villamosmérnök (m, 2015)
- Bánhidi Antal (1902–1994) gépészmérnök, repülőgép-tervező, pilóta (1992)
- Bánhidi László(wd) (1931–2023) gépészmérnök, épületgépész (2001)
- Bánk József (1911–2002) egyházjogász, római katolikus főpap (1995)
- Bányai Éva (1942) pszichológus (2022)
- Bárány Imre (1947) matematikus, MTA-tag (2016)
- Bárdosi Vilmos (1952) nyelvész (2025)
- Bárdossy György (1925–2013) geológus, geokémikus, MTA-tag (1997)
- Barnabás Beáta (1948) biológus, MTA-tag (2012)
- Barsi Balázs (1946) szerzetes, teológus (2019)
- Bársony István (1948) villamosmérnök, MTA-tag (2015)
- Bartha Adorján (1923–1996) állatorvos, virológus, MTA-tag (1995)
- Bartók Mihály (1933–2020) kémikus, MTA-tag (2005)
- Bassa László (1946) térképész, környezetvédelmi szakmérnök (m, 1990)
- Batta András (1953) zenetörténész (2014)
- Beke László (1944–2022) művészettörténész (2009)
- Békés Gellért (1915–1999) teológus, író, bencés szerzetes (1997)
- Beluszky Pál (1936–2022) geográfus (m, 1990)
- Bélyácz Iván (1949) közgazdász, MTA-tag (2022)
- Benda Kálmán (1913–1994) történész, MTA-tag (1992)
- Benedek Ferenc (1926–2007) jogtudós (2002)
- Benedek István (1915–1996) pszichiáter, író (1992)
- Benkő Loránd (1921–2011) nyelvész, tudománytörténész, MTA-tag (1996)
- Benkő Samu (1928–2021) romániai magyar művelődéstörténész, MTA-tag (1997)
- Berényi István (1934) geográfus (m, 1990)
- Béres József (1920–2006) tudományos kutató, a Béres Csepp feltalálója (2002)
- Berlász Melinda (1942) zenetörténész (2020)
- Bernáth Gábor (1933–2009) kémikus (m, 1994)
- Bertók Loránd (1934–2020) állatorvos (2002)
- Besznyák István (1931–2017) orvos, sebész, onkológus, MTA-tag (2002)
- Bibó István (1911–1979) jogfilozófus, MTA-tag (p, 1990)
- Bihari Mihály (1943) jogtudós, politológus (2024)
- Biró László Péter (1955) fizikus, MTA-tag (2018)
- Biró Péter (1930) geodéta, MTA-tag (1999)
- Bitskey István (1941) irodalomtörténész, MTA-tag (2018)
- Bitter István (1949) orvos, pszichiáter (2020)
- Blaskó Gábor (1950) vegyészmérnök, MTA-tag (2007)
- Bócsa Iván (1926–2007) agrármérnök, MTA-tag (m, 1997)
- Boda Domokos (1921–2015) orvos, gyermekgyógyász (1991)
- Boda Miklós (1940) fizikus (m, 1999)
- Bodnár György (1927–2008) irodalomtörténész (2007)
- Bodonyi Csaba (1943) építészmérnök (1991)
- Bogárdi János (1909–1998) vízépítő mérnök, MTA-tag (1993)
- Bogárdi Szabó István (1956) református teológus (2017)
- Bogsch Erik (1947) vegyészmérnök, gazdasági mérnök (2001)
- Bojár Gábor (1949) üzletember (1997)
- Bojtár Endre (1940–2018) irodalomtörténész (2010)
- Bokor József (1948) villamosmérnök, MTA-tag (2007)
- Bolberitz Pál (1941–2020) teológus, filozófus, római katolikus pap (2002)
- Bollobás Béla (1943) matematikus, MTA-tag (2017)
- Bóna István (1930–2001) régész, MTA-tag (1998)
- Bónis Ferenc (1932–2019) zenetörténész (2008)
- Bor Zsolt (1949) lézerfizikus, MTA-tag (1994)
- Borai Ákos (1923–2009) geográfus (m, 1990)
- Borbándi Gyula (1919–2014) történész, irodalomtörténész, író (1999)
- Borbola József (1945) orvos, kardiológus (2019)
- Borhidi Attila (1932) botanikus, ökológus, MTA-tag (2001)
- Borhy László (1963) régész, történész, MTA-tag (2020)
- Bori Imre (1929–2004) szerbiai magyar irodalomtörténész, MTA-tag (2003)
- Boros Gábor (1959) filozófiatörténész (2009)
- Boros János (1954) filozófus (2025)
- Borsa Gedeon (1923–2022) irodalomtörténész, bibliográfus (2014)
- Borzsák István (1914–2007) klasszika-filológus, MTA-tag (1993)
- Bródy András (1924–2010) közgazdász (1997)
- Buday László (1963) orvos, biokémikus, MTA-tag (2020)
- Burger Kálmán (1929–2000) kémikus, MTA-tag (1995)
- Búvár Géza (1948) agrármérnök (m, 2004)
- Buzás Edit (1959) orvos, immunológus, MTA-tag (2019)

## C
- Czelnai Rudolf (1932–2025) meteorológus, MTA-tag (2001)
- Czére Béla (1915–2006) közlekedéstörténész, mérnök (1995)
- Czibere Tibor (1930–2023) gépészmérnök, MTA-tag (2005)
- Czigány Tibor (1963) gépészmérnök, MTA-tag (2018)
- Czine Mihály (1929–1999) irodalomtörténész (1994)

## Cs
- Csaba László (1935) fizikus, informatikus (m, 1993)
- Csáki Csaba (1940) agrárközgazdász, MTA-tag (2010)
- Csanády László (1971) orvos, biológus, MTA-tag (2021)
- Csányi Vilmos (1935) biológus, etológus, MTA-tag (2003)
- Csapodi Csaba (1910–2004) irodalom- és művelődéstörténész (1995)
- Csapody István (1930–2002) erdőmérnök, botanikus (2001)
- Császár Attila Géza (1959) kémikus, MTA-tag (m, 2017)
- Cseh-Szombathy László (1925–2007) szociológus, statisztikus, MTA-tag (1994)
- Csermely Péter (1958) biokémikus, hálózatkutató, MTA-tag (2019)
- Csiba László (1952) orvos, neurológus, MTA-tag (2020)
- Csíkszentmihályi Mihály (1934–2021) pszichológus, MTA-tag (2011)
- Csirik János (1946) matematikus (2009)
- Csiszár Imre (1938) matematikus, MTA-tag (2007)
- Csom Gyula (1932–2021) gépészmérnök, atomfizikus (1998)
- Csörgő Sándor (1947–2008) matematikus, MTA-tag (p, 2008)
- Csurgay Árpád (1936) villamosmérnök, informatikus, MTA-tag (1998)

## D
- Damjanovich Sándor (1936–2017) orvos, biofizikus, MTA-tag (1997)
- Daróczy Zoltán (1938–2023) matematikus, MTA-tag (2004)
- Dávid Katalin (1923–2023) művészettörténész (1995, 2021, n)
- Dávidházi Péter (1948) irodalomtörténész, MTA-tag (2006)
- Dékány Imre (1946) kémikus, MTA-tag (2014)
- Demetrovics János (1946) matematikus, MTA-tag (m, 2005)
- Detrekői Ákos (1939–2012) geodéta, MTA-tag (2006)
- Dimény Imre (1922–2017) agrárközgazdász, MTA-tag (2007)
- Dizseri Tamás (1949–2003) orvos, gyermekgyógyász (2002)
- Dobozy Attila (1939) orvos, bőrgyógyász, MTA-tag (2007)
- Dobszay László (1935–2011) zenetörténész (2004)
- Dóczi Tamás (1949) orvos, idegsebész, MTA-tag (2017)
- Dohy János, id. (1905–1990) növénypatológus (1990)
- Dohy János, ifj. (1934–2002) agrármérnök, MTA-tag (1996)
- Domanovszky Sándor (1933–2024) hegesztőmérnök (2001)
- Domokos Mátyás (1928–2006) irodalomtörténész, kritikus, szerkesztő (1994)
- Domokos Pál Péter (1901–1992) néprajzkutató, zenetörténész (1991)
- Domokos Péter (1970) fizikus, MTA-tag (2025)
- Duda Ernő (1943) genetikus, virológus (2025)
- Dudits Dénes (1943) agrármérnök, növénygenetikus, MTA-tag (1995)
- Dulácska Endre (1930) építészmérnök (m, 1998)
- Dunai László (1958) építőmérnök, MTA-tag (2021)

## E, É
- Eckhardt Mária (1943) zenetörténész (2018)
- Eckhardt Sándor (1927–2016) orvos, onkológus, MTA-tag (1994)
- Ehrlich Éva (1932–2009) közgazdász (m, 1998)
- Enyedi György (1930–2012) társadalomföldrajz-tudós, MTA-tag (1998)
- Eősze László (1923–2020) zenetörténész (2013)
- Erdei Anna (1951) biológus, immunológus, MTA-tag (2011)
- Erdő Péter (1952) teológus, római katolikus főpap, MTA-tag (2016)
- Erdős Tibor (1928–2022) közgazdász, MTA-tag (1999)

## F
- Faigel Gyula (1954) fizikus, MTA-tag (m, 1999)
- Falus András (1947) biológus, immunológus, MTA-tag (2006)
- Farkas Győző (1933–2020) fizikus (2014)
- Farkas József (1933–2014) vegyészmérnök, mikrobiológus, MTA-tag (1999)
- Farkas Tibor (1929–2003) biokémikus, MTA-tag (1998)
- Fehér Márta (1942–2020) filozófus, tudománytörténész (2005)
- Fehér M. István (1950–2021) filozófus, MTA-tag (2013)
- Fejtő Ferenc (1909–2008) franciaországi magyar irodalomtörténész, újságíró, MTA-tag (2003)
- Fekete Gábor (1930–2016) ökológus, botanikus, MTA-tag (1999)
- Fekete György (1919–1996) közlekedésmérnök (1996)
- Felinger Attila (1961) kémikus, MTA-tag (2018)
- Ferge Zsuzsa (1931–2024) szociológus, MTA-tag (1995)
- Fésüs László (1947) orvos, biokémikus, MTA-tag (2005)
- Fitz Jenő (1921–2011) régész, numizmatikus (1997)
- Fodor Géza (1943–2008) esztéta, dramaturg (2006)
- Fodor István (1943) villamosmérnök, üzletember (m, 1999)
- Fodor Pál (1955) történész, turkológus (2019)
- Fogarasi Géza (1942) kémikus (m, 2017)
- Földényi F. László (1952) irodalomtörténész, esztéta, kritikus (2007)
- Frank András (1949) matematikus, MTA-tag (2015)
- Frank János (1925–2004) művészettörténész, muzeológus (2003)
- Frank József (1945) növénynemesítő (1993)
- Frei Zsolt (1965) asztrofizikus (2017)
- Freund Tamás (1959) neurobiológus, MTA-tag (2005)
- Friedler Ferenc (1953) informatikus (2010)
- Friedrich Péter (1936–2013) biokémikus, MTA-tag (1999)
- Fritz József (1943) matematikus, MTA-tag (2012)
- Furka Árpád (1931) szerves kémikus (2002)
- Fügedi Erik (1916–1992) történész (1992)
- Fülöp Ferenc (1952–2021) vegyész, MTA-tag (2013)
- Füredi Zoltán (1954) matematikus, MTA-tag (2018)

## G
- Gaál Botond (1946) teológus, matematikus (2023)
- Gaál István (1936–2019) fizikus (m, 1997)
- Galajda Péter (1974) fizikus (m, 2002)
- Gallé László (1942) biológus, ökológus (2007)
- Gáspár Zsolt (1944) építőmérnök, alkalmazott matematikus, MTA-tag (m, 2002)
- Gáti István (1922–2007) orvos, szülész-nőgyógyász, MTA-tag (1997)
- Géczy Barnabás (1925–2022) paleontológus, MTA-tag (1994)
- Géher Károly (1929–2006) villamosmérnök (1998)
- Gergely János (1925–2008) orvos, immunológus, MTA-tag (1992)
- Gergely Pál István (1947) biokémikus, MTA-tag (2008)
- Gerő András (1952–2023) történész (2008)
- Gerszi Teréz (1927–2023) művészettörténész (2008)
- Ginsztler János (1943–2019) gépészmérnök, MTA-tag (2010)
- Glatz Ferenc (1941) történész, MTA-tag (1995)
- Gombos Gyula (1913–2000) irodalomtörténész, író (1993)
- Gonda János (1932–2021) zenetörténész, zongoraművész (2012)
- Gordos Géza (1937–2014) villamosmérnök (m, 2000)
- Gósy Mária (1952) nyelvész (2022)
- Görög Sándor (1933–2025) kémikus, MTA-tag (1997)
- Götz Gusztáv (1933–2021) meteorológus (2005)
- Gráf László (1942–2023) biokémikus, MTA-tag (1998)
- Gránásy László (1955–2023) fizikus, MTA-tag (2018)
- Gulyás Balázs Zoltán (1956) neurobiológus, MTA-tag (2025)

## Gy
- Győrffy Barna (1911–1970) növénygenetikus, biokémikus, posztumusz MTA-tag (p, 1990)
- Győrffy Béla (1928–2002) agrármérnök, növénytermesztő, MTA-tag (m, 1997)
- Györffy György (1917–2000) történész, MTA-tag (1992)
- Györfi László (1947) műszaki matematikus, MTA-tag (m, 2000)
- Győry Kálmán (1940) matematikus, MTA-tag (2003)
- Gyulai József (1933–2021) fizikus, MTA-tag (1993)

## H
- Hadlaczky Gyula (1948–2013) genetikus (2000)
- Hajdú Péter (1923–2002) nyelvész, MTA-tag (1994)
- Hajnal István (1892–1956) történész, MTA-tag (p, 1990)
- Halász Béla (1927–2019) orvos, anatómus, MTA-tag (1990)
- Halmai Péter (1953) közgazdász, MTA-tag (2021)
- Halmos Béla (1946–2013) népzenekutató, előadóművész (2013)
- Hámori József (1932–2021) neurobiológus, MTA-tag (m, 1994)
- Hamza Gábor (1949) jogtudós, jogtörténész, MTA-tag (2018)
- Hanák Péter (1921–1997) történész, MTA-tag (1997)
- Hangody László (1958) orvos, ortopéd sebész, MTA-tag (2017)
- Hankiss Elemér (1928–2015) szociológus (2006)
- Hargittai István (1941) kémikus, MTA-tag (m, 1996)
- Hargittai Magdolna (1945) kémikus, MTA-tag (m, 1996)
- Harmathy Attila (1937–2022) jogtudós, MTA-tag (2012)
- Harmatta János (1917–2004) nyelvész, klasszika-filológus, MTA-tag (1990)
- Harnos Zsolt (1941–2009) matematikus, agrárinformatikus, MTA-tag (2006)
- Harsányi Gábor (1958) villamosmérnök (2022)
- Hatvani László (1943) matematikus, MTA-tag (2001)
- Hebling János (1954) fizikus (2015)
- Hegedűs István (1941) hídépítőmérnök (2013)
- Heller Ágnes (1929–2019) filozófus, MTA-tag (1995)
- Henk Tamás (1948–2020) villamosmérnök (m, 1999)
- Herman József (1924–2005) nyelvész, romanista, MTA-tag (2004)
- Hermann Róbert (1963) történész (2024)
- Hermecz István (1944–2011) vegyészmérnök, MTA-tag (2005)
- Hetényi Magdolna (1944) geokémikus, MTA-tag (2008)
- Hofer Miklós (1931–2011) építészmérnök (m, 1998)
- Hofer Tamás (1929–2016) néprajzkutató (1993)
- Honti László (1943) nyelvész, finnugrista, MTA-tag (2014)
- Hoppál Mihály (1942) etnológus, folklorista (2018)
- Horacsek Ottó (1931) matematikus, kutatófizikus (m, 1997)
- Horler Miklós (1923–2010) építész, építészettörténész (1993)
- Horn Péter (1942) agrármérnök, állattenyésztő, MTA-tag (m, 1996)
- Hornok László (1947) agrármérnök, mikrobiológus, MTA-tag (2018)
- Horvai György (1949) vegyészmérnök, MTA-tag (2010)
- Horvát Adolf Olivér (1907–2006) botanikus (1993)
- Horváth Adrián (1954) építőmérnök (2008)
- Horváth Dezső (1946) fizikus (2012)
- Horváth Gyula (1951–2015) közgazdász, régiókutató (2005)
- Horváth József (1936) agrármérnök, növényvirológus, MTA-tag (m, 1998)
- Horváth Sándor (1954) építészmérnök (m, 2020)
- Horváth Tamás (1967) állatorvos (2023)
- Hunyadi Mátyás (1933–2018) építőmérnök (m, 2009)
- Hunyady László (1959) orvos, endokrinológus, MTA-tag (2018)
- Huszár Tibor (1930–2019) szociológus, MTA-tag (2003)

## I, Í
- Iglói Ferenc (1952) szilárdtest-fizikus (2020)
- Ilia Mihály (1934) irodalomtörténész, szerkesztő (1995)
- Imre László (1944) irodalomtörténész, MTA-tag (2016)
- Inzelt György (1946) kémikus (2011)
- Inzelt Péter (1944–2019) gazdasági mérnök (2007)
- István Lajos (1922–2007) orvos, gyermekgyógyász (2007)
- Istvánfi Gyula (1938) építészmérnök (2011)

## J
- Jagamas János (1913–1997) zenetörténész, népzenekutató (1993)
- Jakó Zsigmond Pál (1916–2008) romániai magyar történész, levéltáros, MTA-tag (1996)
- Jakucs Pál (1928–2000) botanikus, ökológus, MTA-tag (1997)
- Jánossy András (1944) fizikus, MTA-tag (2009)
- Janzó József (1926–2014) mélyépítő mérnök (1999)
- Jelenits István (1932–2024) irodalomtörténész, teológus, piarista szerzetes (2001)
- Jendrassik György (1898–1954) gépészmérnök, feltaláló, MTA-tag (p, 1990)
- Jobst Kázmér (1924–2016) orvos, vegyészmérnök, MTA-tag (1995)
- Johan Béla (1889–1983) orvos, patológus, mikrobiológus, MTA-tag (p, 1990)
- Joó Ferenc (1949) kémikus, MTA-tag (m, 1998)
- Józsa János (1957) vízépítő mérnök, MTA-tag (2024)
- Juhász-Nagy Pál (1935–1993) biológus, ökológus, MTA-tag (1992)
- Juhász-Nagy Sándor (1933–2007) orvos, kardiológus (1999)

## K
- Kádár Béla (1934) közgazdász, MTA-tag (2019)
- Kahler Frigyes (1942) jogtörténész (2023)
- Kákosy László (1932–2003) egyiptológus, MTA-tag (1992)
- Káldy-Nagy Gyula (1927–2011) történész, turkológus (1994)
- Kaliszky Sándor (1927–2016) építőmérnök, MTA-tag (1998)
- Kálmán Alajos (1935–2017) kémikus, MTA-tag (m, 1994)
- Kálmán Erika (1942–2009) vegyészmérnök (2008)
- Kamarás Katalin (1953) fizikus, MTA-tag (2023)
- Kántor Lajos (1937–2017) irodalomtörténész, MTA-tag (2004)
- Kapitány Ágnes (1953) szociológus (2016)
- Kapitány Gábor (1948) szociológus (2016)
- Kapovits István (1932–2010) szerves kémikus (m, 1996)
- Kaptay György (1960) kohómérnök, MTA-tag (2023)
- Karádi István (1951) orvos, belgyógyász, MTA-tag (2019)
- Kardos Ernő (1907–2003) kémikus, élelmiszervegyész (1994)
- Karikó Katalin (1955) biokémikus, MTA-tag (2021)
- Kárpáti János (1932–2021) zenetörténész (2005)
- Kásler Miklós (1950) orvos, onkológus (2018)
- Kátai Imre (1938) matematikus, MTA-tag (1995)
- Katona Ferenc (1925–2023) orvos, neurológus (m, 2006)
- Katona Gyula (1941) matematikus, MTA-tag (m, 2005)
- Kékedy Pál (1924–2011) építőmérnök, hídtervező (m, 1993)
- Kelemen Endre (1921–2000) orvos, hematológus (1992)
- Kelemen János (1943–2024) filozófus, italianista, MTA-tag (2007)
- Kemény István (1925–2008) szociológus (2003)
- Kemény Lajos (1959) orvos, bőrgyógyász, MTA-tag (2021)
- Kenyeres Zoltán (1939) irodalomtörténész (2008)
- Kerényi Károly (1897–1973) klasszika-filológus, vallástörténész, MTA-tag (p, 1990)
- Keresztesi Zoltán (1936) térképész (m, 1990)
- Keresztury Dezső (1904–1996) irodalomtörténész, író, költő, MTA-tag (1996)
- Kéri György (1950–2016) biokémikus (2013)
- Kerkápoly Endre (1925–2003) építőmérnök (1991)
- Kertész András (1956) nyelvész, MTA-tag (2017)
- Kertész János (1950) fizikus, MTA-tag (2014)
- Keserű György Miklós (1967) kémikus, MTA-tag (2022)
- Keserü Katalin (1946) művészettörténész (2007)
- Keszler Borbála (1939) nyelvész (2022)
- Keszthelyi Lajos (1927–2022) biofizikus, MTA-tag (1993)
- Keviczky László (1945) villamosmérnök, MTA-tag (2004)
- Kiefer Ferenc (1931–2020) nyelvész, MTA-tag (2008)
- Király Tibor (1920–2021) jogtudós, MTA-tag (1991)
- Kisbán Sándor (1949) építőmérnök (m, 2009)
- Kiss Gy. Csaba (1945–2025) irodalomtörténész (2020)
- Kiss Jenő (1943) nyelvész, MTA-tag (2019)
- Kiss Katalin, É. (1949) nyelvész, MTA-tag (2011)
- Kiss L. László (1972) fizikus, csillagász, MTA-tag (2019)
- Kiss Sándor, M. (1943–2025) történész (2022)
- Klement Zoltán (1926–2005) biológus, MTA-tag (1994)
- Knebel Jenő (1927–2016) hídépítő mérnök (m, 1997)
- Knoll József (1925–2018) orvos, farmakológus, MTA-tag (2003)
- Kocsis Károly (1960) geográfus, MTA-tag (2023)
- Kollár Lajos (1926–2004) építőmérnök, MTA-tag (1992)
- Kollár László (1955) vegyészmérnök, MTA-tag (2012)
- Kollár László Péter (1958) építőmérnök, MTA-tag (2015)
- Kolosi Tamás (1946) szociológus (2001)
- Komlós Katalin (1945) zenetörténész (2010)
- Komoróczy Géza (1937) nyelvész, hebraista (2007)
- Kondorosi Ádám (1946–2011) mikrobiológus, MTA-tag (1994)
- Kondorosi Éva (1948) mikrobiológus, MTA-tag (2012)
- Konkoly Tibor (1924–2000) gépészmérnök (1999)
- Koppány Tibor (1928–2016) építész (2010)
- Korinek László (1946) jogtudós, kriminológus, MTA-tag (2024)
- Kornai János (1928–2021) közgazdász, MTA-tag (1994)
- Kósa László (1942) etnográfus, MTA-tag (2017)
- Kosáry Domokos (1913–2007) történész, MTA-tag (nagydíj, 1995)
- Kosztolányi György (1942) orvos, MTA-tag (2013)
- Kotschy András (1939–2021) fizikus, akusztikus (2014)
- Kovács András (1947) szociológus (2013)
- Kovács Györgyné Tóth Emőke (1944) matematikus (m, 1991)
- Kovács István (1945) költő, irodalomtörténész, polonista (2019)
- Kovács László (1939–2019) orvos, fiziológus, MTA-tag (2008)
- Kovács L. Gábor (1948) orvos, endokrinológus, MTA-tag (2015)
- Kovács Melinda (1959) állatorvos, MTA-tag (2022)
- Kovács Péter (1939) művészettörténész (m, 1998)
- Kovalovszky Márta (1939) művészettörténész (m, 1998)
- Kozák Imre (1930–2016) gépészmérnök, MTA-tag (m, 1999)
- Körner Éva (1929–2004) művészettörténész (2004)
- Kőrös Endre (1927–2002) kémikus, MTA-tag (m, 1990)
- Kőrösi Gábor építőmérnök (m, 2009)
- Körtvélyes Géza (1926–2011) tánctörténész, esztéta (1998)
- Kövesné Gilicze Éva (1942) közlekedésmérnök (2003)
- Kretzoi Miklós (1907–2005) geológus, paleontológus (1992)
- Krisztin Tibor (1956) matematikus, MTA-tag (2018)
- Kroó György (1926–1997) zenetörténész, zenekritikus (1995)
- Kubinszky Mihály (1927–2016) építészmérnök (2003)
- Kucsman Árpád (1927–2012) szerves kémikus (m, 1996)
- Kulcsár Kálmán (1928–2010) jogász, szociológus, MTA-tag (1998)
- Kulcsár Szabó Ernő (1950) irodalomtörténész, MTA-tag (2012)
- Kulin Ferenc (1943) irodalomtörténész, szerkesztő (2019)
- Kullmann Lajos (1941) orvos, ortopéd sebész (m, 2006)
- Kun Miklós (1946) történész (2011)
- Kunszt György (1924–2010) építészmérnök, filozófus (2006)
- Kurutzné Kovács Márta (1940) építőmérnök, MTA-tag (2019)
- Kürti Sándor (1947) vegyész, információbiztonsági szakember (2004)

## L
- Laczkovich Miklós (1948) matematikus, MTA-tag (1998)
- Lajtha György (1930–2021) villamosmérnök (1992)
- Lánczi András (1956) filozófus, politológus (2022)
- Láng István (1931–2016) agrokémikus, MTA-tag (1996)
- Lapis Károly (1926–2025) orvos, patológus, onkológus, MTA-tag (1996)
- László Gyula (1910–1998) régész, képzőművész (1991)
- Leindler László (1935–2020) matematikus, MTA-tag (m, 1992)
- Lempert Károly (1924–2019) szerves kémikus, MTA-tag (1994)
- Lénárd László (1944) orvos, neurobiológus, MTA-tag (2011)
- Lendvai Ernő (1925–1993) zenetörténész (1992)
- Lengyel Balázs (1918–2008) kritikus, író (1995)
- Lepsényi István (1949) gazdasági mérnök, üzletember (1996)
- Lévai András (1908–2003) energetikai mérnök, gépészmérnök, MTA-tag (1993)
- Ligeti Erzsébet (1950) orvos, fiziológus, MTA-tag (2015)
- Lipták András (1935–2012) szerves kémikus, MTA-tag (1995)
- Liska Tibor (1925–1994) közgazdász (1991)
- Litván György (1929–2006) történész (2006)
- Losonczi Ágnes (1928–2024) szociológus (2017)
- Lovász László (1948) matematikus, MTA-tag (n, 2008)
- Ludassy Mária (1944) filozófus (2004)
- Lukacs, John (1924–2019) történész (n, 2014)

## M
- Madas András (1917–2009) erdőmérnök (1998)
- Madas Edit (1949) irodalom- és művelődéstörténész, MTA-tag (2024)
- Mádl Ferenc (1931–2011) jogtudós, MTA-tag (1999)
- Magyar Kálmán (1933–2017) orvos, farmakológus, MTA-tag (2004)
- Mahunka Sándor (1937–2012) zoológus, entomológus, akarológus, MTA-tag (m, 2004)
- Major György (1941) meteorológus, MTA-tag (2007)
- Makara B. Gábor (1939) orvos, endokrinológus, MTA-tag (2011)
- Mandl József (1947) orvos, biokémikus, MTA-tag (2014)
- Mándy György (1913–1976) agrobotanikus (p, 1990)
- Margócsy István (1949) irodalomtörténész, kritikus (2009)
- Márkus Béla (1945) irodalomtörténész (2015)
- Marosi Ernő (1940–2021) művészettörténész, MTA-tag (1997)
- Marosi György (1955) vegyészmérnök, MTA-tag (2023)
- Marosi István (1961) villamosmérnök (m, 1991)
- Marosi Miklós (1942–2021) építész (2013)
- Marosi Sándor (1929–2009) földrajztudós, MTA-tag (m, 1990)
- Maróth Miklós (1943) orientalista, klasszika-filológus, MTA-tag (2016; 2025, n)
- Martonyi János (1944) jogtudós (2016)
- Mátyás Antal (1923–2016) közgazdász, MTA-tag (2001)
- Meggyesi Tamás (1936) építészmérnök (2004)
- Méhes Károly (1936–2007) orvos, gyermekgyógyász, MTA-tag (1998)
- Mérei László (1939) tervezőmérnök (m, 1994)
- Merkely Béla (1966) orvos, kardiológus (2021)
- Messmer András (1922–2007) kémikus (2006)
- Mesterházy Ákos (1945) agrármérnök, MTA-tag (2021)
- Mészáros Ernő (1935) meteorológus, MTA-tag (1998)
- Mezei Ferenc (1942) fizikus, MTA-tag (2013)
- Michelberger Pál (1930–2014) gépészmérnök, MTA-tag (1995)
- Mihály György (1951) fizikus, MTA-tag (2010)
- Miklósi Ádám (1962) etológus, MTA-tag (2023)
- Mikolás Tibor (1924–2014) építészmérnök (1995)
- Miskolczy Ambrus (1947–2023) történész (2012)
- Mistéth Endre (1912–2006) építőmérnök (1996)
- Molnár Károly (1944–2013) gépészmérnök (2007)
- Molnár Tamás (1921–2010) filozófus, politológus (2000)
- Monok István (1956) irodalom- és művelődéstörténész, könyvtáros (2011)
- Monostori László (1953) villamosmérnök, MTA-tag (2016)
- Mosonyi Emil (1910–2009) vízépítő mérnök, MTA-tag (2006)
- Mőcsényi Mihály (1919–2017) kertészmérnök, tájépítész (2000)
- Mravik László (1943) művészettörténész (2014)
- Muszbek László (1942) orvos, hematológus, MTA-tag (2003)

## N
- Nagy Béla (1941) állatorvos, mikrobiológus, MTA-tag (2009)
- Nagy Ferenc (1952) molekulárbiológus, MTA-tag (2008)
- Nagy István (1931–2015) villamosmérnök, MTA-tag (2005)
- Nagy János (1951) agrármérnök (2006)
- Nagy Károly (1926–2016) fizikus, MTA-tag (1996)
- Náray-Szabó István (1899–1972) kémikus, MTA-tag (p, 1990)
- Nász István (1927) orvos, mikrobiológus, MTA-tag (1998)
- Neményi Miklós (1947) gépészmérnök, MTA-tag (2025)
- Nemeskürty István (1925–2015) irodalom- és filmtörténész (1992)
- Németh G. Béla (1925–2008) irodalomtörténész, MTA-tag (1996)
- Németh Lajos (1929–1991) művészettörténész, MTA-tag (1991)
- Németh Tamás (1952–2023) agrokémikus, MTA-tag (2010)
- Némethi András (1959) matematikus, MTA-tag (2017)
- Néray Katalin (1941–2007) művészettörténész, muzeológus (2005)
- Neugebauer Jenő (1920–2009) fizikus, vegyészmérnök (m, 1997)
- Niederhauser Emil (1923–2010) történész, MTA-tag (2003)
- Noszticzius Zoltán (1942) fizikokémikus (m, 1990)
- Nusser Zoltán (1968) neurobiológus, MTA-tag (2012)

## Ny
- Nyíri János Kristóf (1944) filozófus, MTA-tag (2009)
- Nyíri Tamás (1920–1994) római katolikus teológus, filozófus (1990)
- Nyulászi László (1957) vegyészmérnök, MTA-tag (2025)

## O, Ó
- Oláh Edit (1947) genetikus, rákkutató, MTA-tag (2016)
- Oláh György (1927–2017) kémikus, MTA-tag (n, 2011)
- Orbán Miklós (1939) kémikus, MTA-tag (m, 1990)
- Ormos Mária (1930–2019) történész, MTA-tag (1995)
- Ormos Pál (1951) biofizikus, MTA-tag (m, 2002)
- Oszlányi Gábor (1964) fizikus (m, 2013)

## Ö, Ő
- Ötvös László (1929–2018) szerves kémikus (1990)

## P
- Páczelt István (1939) gépészmérnök, MTA-tag (m, 1999)
- Pais István (1923–2007) kémikus, mezőgazdász (1992)
- Paksa Katalin (1944–2021) népzenekutató (2016)
- Paládi-Kovács Attila (1940) etnográfus, MTA-tag (2013)
- Palánkai Tibor (1938) közgazdász, MTA-tag (2009)
- Páles Zsolt (1956) matematikus, MTA-tag (2014)
- Pálfy Péter Pál (1955) matematikus, MTA-tag (2020)
- Pálinkás Gábor (1941) fiziko-kémikus, MTA-tag (2004)
- Palkovics László (1965) gépészmérnök, MTA-tag (2001)
- Palkovits Miklós (1933) orvos, agykutató, MTA-tag (1991)
- Pantó György (1936) geológus, geokémikus, MTA-tag (2000)
- Pap László (1943) villamosmérnök, MTA-tag (1999)
- Pápay József (1939–2017) olajmérnök, MTA-tag (2009)
- Papp Gyula (1937) orvos, kardiológus, farmakológus, MTA-tag (1999)
- Papp Lajos (1948) orvos, szívsebész (2001)
- Papp László (1946–2021) zoológus, entomológus, MTA-tag (m, 2004)
- Papp Simon (1886–1970) geológus, MTA-tag (p, 1990)
- Papp-Váry Árpád (1938) térképész (m, 1990)
- Passuth Krisztina (1937) művészettörténész (2010)
- Pásztor Emil (1926–2015) orvos, ideggyógyász, idegsebész, MTA-tag (1996)
- Pataki Ferenc (1928–2015) szociálpszichológus, MTA-tag (1995)
- Pataky Rita (1966) építészmérnök (m, 2020)
- Patthy László (1943) biokémikus, MTA-tag (2000)
- Pávai István (1951) népzenekutató (2024)
- Péceli Gábor (1950) villamosmérnök, MTA-tag (2018)
- Pécsi Márton (1923–2003) geográfus, geomorfológus, MTA-tag (m, 1990)
- Penke Botond (1943) kémikus, MTA-tag (2009)
- Péntek János (1941) nyelvész, MTA-tag (2023)
- Perczel András (1959) kémikus, MTA-tag (2021)
- Perczel Károly (1913–1992) építészmérnök (1990)
- Perneczky Géza (1936) művészettörténész, író (2006)
- Perner Ferenc (1937) orvos (2013)
- Peschka Vilmos (1929–2006) jogtudós, jogfilozófus, MTA-tag (2001)
- Petrányi Győző (1933) orvos, immunológus, MTA-tag (2009)
- Petrányi Gyula (1912–2000) orvos, belgyógyász, immunológus, MTA-tag (1995)
- Pigler Andor (1899–1992) művészettörténész (1990)
- Pintz János (1950) matematikus, MTA-tag (2013)
- Pléh Csaba (1945) pszichológus, MTA-tag (2010)
- Plesz Antal (1930–2014) építészmérnök (2009)
- Pócs Éva (1936) etnográfus, folklórkutató (2019)
- Pócs Tamás (1933) botanikus, MTA-tag (2014)
- Polgár László (1930–2024) biokémikus (2002)
- Pomogáts Béla (1934–2023) irodalomtörténész (2003)
- Poór Gyula (1952) orvos, reumatológus, MTA-tag (2021)
- Pór Péter (1940) irodalomtörténész (2010)
- Pósa Lajos (1947) matematikus (2011)
- Pósfai György (1956) biológus (2018)
- Pósfai Mihály (1963) geológus, MTA-tag (2016)
- Poszler György (1931–2015) irodalomtörténész, esztéta, MTA-tag (1998)
- Prékopa András (1929–2016) matematikus, operációkutató, MTA-tag (1996)
- Prohászka János (1920–2012) gépészmérnök, MTA-tag (2003)
- Prokopp Mária (1939) művészettörténész (2021)
- Prószéky Gábor (1954) programtervező matematikus, nyelvész (2000)

## R
- Rába György (1924–2011) költő, műfordító, szerkesztő (1993)
- Rácz Zoltán (1946) fizikus, MTA-tag (2015)
- Raczky Pál (1950) régész (2023)
- Radnóti Sándor (1946) esztéta, kritikus, MTA-tag (2005)
- Rainer M. János (1957) történész, MTA-tag (2010)
- Rák Kálmán (1929–2005) orvos, belgyógyász (2000)
- Reményi Károly (1934) gépész- és villamosmérnök, energetikus, MTA-tag (1997)
- Réz Pál (1930–2016) irodalomtörténész, műfordító (2004)
- Rihmer Zoltán (1947) orvos, pszichiáter (2012)
- Ritoók Zsigmond (1929) klasszika-filológus, MTA-tag (2001)
- Romics László (1936–2011) orvos, belgyógyász, MTA-tag (2005)
- Romsics Ignác (1951) történész, MTA-tag (2005)
- Róna-Tas András (1931) nyelvész, orientalista, MTA-tag (2012)
- Rónyai Lajos (1955) matematikus, MTA-tag (2019)
- Roósz András (1945) kohómérnök, MTA-tag (2014)
- Rosivall László (1949) orvos, nefrológus (2012)
- Roska Tamás (1940–2014) villamosmérnök, informatikus, MTA-tag (m, 1994)
- Rózsa Huba (1939–2023) teológus (2015)
- Ruff Ferenc (1937) szerves kémikus (m, 1996)
- Ruzsa Imre (1921–2008) filozófus, logikus (1991)

## S
- Salma Imre (1962) légkörkémikus (2023)
- Sántha Kálmán (1903–1956) orvos, ideg- és elmegyógyász, MTA-tag (p, 1990)
- Sáringer Gyula (1928–2009) agrármérnök, MTA-tag (m, 1998)
- Sárközy András (1941) matematikus, MTA-tag (2010)
- Sárosi Bálint (1925–2022) népzenekutató (2005)
- Schaff Zsuzsa (1943–2023) orvos, patológus, MTA-tag (2014)
- Schipp Ferenc (1939–2024) matematikus (2008)
- Schlett István (1939) politológus (2014)
- Schmidt Mária (1953) történész (2014)
- Schuler Dezső (1927–2020) orvos, gyermekgyógyász (2008)
- Schweitzer József (1922–2015) teológus, vallástörténész, rabbi (1997)
- Seregi György (1927–2014) építőmérnök (2003)
- Sigrai Tibor (1931–2014) építőmérnök (m, 1997)
- Simai Mihály (1930) közgazdász, MTA-tag (2007)
- Simon István (1947–2024) biofizikus, MTA-tag (2024)
- Simon Miklós (1916–2007) orvos, belgyógyász (2001)
- Simonovits Miklós (1943) matematikus, MTA-tag (2014)
- Simonyi Sándor (1950) gépészmérnök (2020)
- Sipos Lajos (1939) irodalomtörténész (2025)
- Sohár Pál (1936–2025) vegyészmérnök, MTA-tag (m, 1994)
- Solti László (1946) állatorvos, MTA-tag (2015)
- Solymos Rezső (1929–2019) erdőmérnök, MTA-tag (2001)
- Solymosi Frigyes (1931–2018) kémikus, MTA-tag (1993)
- Solymosi-Tari Emőke (1961) zenetörténész (2023)
- Sólyom Jenő (1940) fizikus, MTA-tag (2011)
- Somfai László (1934) zenetörténész, MTA-tag (1999)
- Somlyódy László (1943) vízépítő mérnök, MTA-tag (2002)
- Sós Vera, T. (1930–2023) matematikus, MTA-tag (1997)
- Sótonyi Péter (1938) orvos, patológus, MTA-tag (2009)
- Sótonyi Péter Tamás (1954) állatorvos (2019)
- Söpkéz Gusztáv (1932–1997) tervezőmérnök (m, 1994)
- Spät András (1940) orvos, fiziológus, endokrinológus, MTA-tag (2004)
- Sperlágh Beáta (1963) orvos, neurofarmakológus, MTA-tag (2023)
- Starosolszky Ödön (1931–2006) építőmérnök (2000)
- Stépán Gábor (1953) gépészmérnök, MTA-tag (2011)
- Stumpf István (1957) jogtudós, politológus (2025)
- Supka Magdolna (1914–2005) művészettörténész (1994)
- Sütő András (1946) fizikus (2013)

## Sz
- Szabad György (1924–2015) történész, MTA-tag (2006)
- Szabadváry Ferenc (1923–2006) vegyészmérnök, tudománytörténész, MTA-tag (1991)
- Szabó Árpád (1913–2001) klasszika-filológus, tudománytörténész, MTA-tag (1993)
- Szabó Gábor (1954) fizikus, MTA-tag (2024)
- Szabó György (1950) fizikus (2021)
- Szabó István (1898–1969) történész, MTA-tag (p, 1990)
- Szabó Miklós (1940–2023) régész, MTA-tag (2011)
- Szabó Zoltán (1929–2015) orvos, szívsebész (1997)
- Szakály Sándor (1955) történész (2021)
- Szakolczay Lajos (1941) irodalomtörténész, kritikus (2016)
- Szalay A. Sándor (1949) fizikus, kozmológus, MTA-tag (1991)
- Szalay Péter (1962) kémikus, MTA-tag (m, 2017)
- Szántay Csaba (1928–2016) vegyészmérnök, MTA-tag (1999)
- Szánthó Pál (1925–2010) hídépítő mérnök (m, 1993)
- Szász Domokos (1941) matematikus, MTA-tag (2005)
- Szathmáry Eörs (1959) evolúcióbiológus, MTA-tag (2017)
- Szathmáry István (1936) tervezőmérnök (m, 1994)
- Szatmáry Zoltán (1939) fizikus (2015)
- Szaxon Attila (1947) gépészmérnök (2005)
- Szebényi Imre (1930–2014) vegyészmérnök (2002)
- Szegedi Gyula (1936–2013) orvos, belgyógyász, immunológus, MTA-tag (2006)
- Szegedy-Maszák Mihály (1943–2016) irodalomtörténész, MTA-tag (2003)
- Szejtli József (1933–2004) vegyészmérnök (2003)
- Székely György (1926–2017) orvos, neurobiológus, MTA-tag (1996)
- Székyné Fux Vilma (1916–2006) geológus (1993)
- Szelényi Iván (1938) szociológus, MTA-tag (2006)
- Szemerédi Endre (1940) matematikus, MTA-tag (2012)
- Szendrei Janka (1938–2019) zenetörténész, karnagy (2009)
- Szentes Tamás (1933) közgazdász, MTA-tag (2008)
- Szenti Tibor (1939) etnográfus (2022)
- Szentkirályi Zoltán (1927–1999) építészmérnök (m, 1998)
- Szépfalusy Péter (1931–2014) fizikus, villamosmérnök, MTA-tag (1995)
- Szetvics Sándor gépészmérnök (2025)
- Szirmai Viktória (1944) szociológus (2008)
- Szolcsányi János (1938–2018) orvos, fiziológus, farmakológus, MTA-tag (2003)
- Szovák Kornél (1962) klasszika-filológus, medievista (2021)
- Szőke-Tasi Sándor (1934–2018) térképész (m, 1990)
- Szöllősi János (1953) biofizikus, MTA-tag (2021)
- Szőllősy András (1921–2007) zenetörténész, zeneszerző (2007)
- Szőnyi Tamás (1957) matematikus (2020)
- Szörényi László (1945) irodalomtörténész (2011)
- Szuromi Szabolcs (1972) teológus, kánonjogász (2023)

## T
- Takaró Mihály (1954) irodalomtörténész (2025)[forrás?]
- Tállai Benedek (1946) üzemgazdász, rendszerszervező (m, 1991)
- Tallián Tibor (1946) zenetörténész, MTA-tag (2017)
- Tamás Gábor (1969) neurobiológus, MTA-tag (2014)
- Tánczos Lászlóné Jankura Katalin (1944) közlekedésmérnök (m, 1998)
- Tandori Károly (1925–2005) matematikus, MTA-tag (m, 1992)
- Tarnai Tibor (1943) építőmérnök, alkalmazott matematikus, MTA-tag (m, 2002)
- Taxner-Tóth Ernő (1935–2025) irodalomtörténész (2002)
- Tegze Miklós (1954) fizikus (m, 1999)
- Tél Tamás (1951) fizikus (2016)
- Telegdy Gyula (1935–2023) orvos, neuroendokrinológus, MTA-tag (1998)
- Tellér Gyula (1934–2023) szociológus, műfordító (2015)
- Teplán István (1932) biokémikus, MTA-tag (2003)
- Terplán Zénó (1921–2002) gépészmérnök, MTA-tag (1994)
- Thoma József (1922–2008) építőmérnök (m, 1994)
- Thomka Beáta (1949) irodalomtörténész (2009)
- Tímár József (1952) orvos, patológus (2024)
- Tomcsányi Pál (1924–2018) agrármérnök, MTA-tag (1995)
- Tóth Klára (1939–2013) kémikus, MTA-tag (2000)
- Tóth Miklós (1950) biológus, entomológus, MTA-tag (2016)
- Totik Vilmos (1954) matematikus, MTA-tag (2006)
- Tőkéczki László (1951–2018) történész (2017)
- Tőkés Rudolf (1935) politológus (2015)
- Török Endre (1923–2005) irodalomtörténész (2004)
- Török László (1941–2020) régész, MTA-tag (2015)
- Trogmayer Ottó (1934–2015) régész, muzeológus (1996)
- Tulassay Zsolt (1944) orvos, belgyógyász, MTA-tag (2010)
- Tuschák Róbert (1927–2018) gépészmérnök, MTA-tag (1995)
- Tusnády Gábor (1941) matematikus, MTA-tag (2014)

## U, Ú
- Ujfalussy József (1920–2010) zenetörténész, zeneesztéta, MTA-tag (2006)
- Ungvári Tamás (1930–2019) irodalomtörténész, író, kritikus (2010)

## V
- Vajda György (1927–2024) gépész- és villamosmérnök, energetikus, MTA-tag (2000)
- Vajda Mihály (1935–2023) filozófus, MTA-tag (1998)
- Vajna Zoltán (1928–2023) gépészmérnök, MTA-tag (1997)
- Vámos Tibor (1926–2021) villamosmérnök, MTA-tag (2008)
- Vámossy Ferenc (1930–2020) építész (1999)
- Váradiné Németh Mária (1924–2011) virológus (1992)
- Várallyay György (1935–2018) talajkutató, MTA-tag (2004)
- Varga Csaba (1941) jogtudós (2013)
- Varga István (1897–1962) közgazdász, MTA-tag (p, 1990)
- Varga János (1927–2008) levéltáros, történész, MTA-tag (2005)
- Varga Pál, S. (1955) irodalomtörténész, MTA-tag (2022)
- Varga Péter Pál (1951) orvos, gerincsebész (2025)
- Varga Zoltán Sándor (1939) biológus, ökológus (2018)
- Vargyas Lajos (1914–2007) néprajzkutató, népzenekutató (1991)
- Várkonyi Ágnes, R. (1928–2014) történész, MTA-tag (2000)
- Várnai Györgyi (1942) szociológus, kiadóigazgató (2004)
- Varró András (1954) orvos, farmakológus (2025)
- Vásáry István (1945) orientalista, turkológus, MTA-tag (2025)
- Vayer Lajos (1913–2001) művészettörténész, MTA-tag (1993)
- Vécsei László (1954) orvos, neurológus, MTA-tag (2012)
- Vékás Lajos (1939) jogtudós, MTA-tag (2004)
- Vekerdi József (1927–2015) nyelvész, indológus, romológus (2002)
- Vekerdi László (1924–2009) irodalom- és tudománytörténész (2001)
- Veress Gábor (1943) orvos, kardiológus (2022)
- Verő József, ifj. (1933) geofizikus, MTA-tag (2004)
- Vértes Attila (1934–2011) kémikus, közgazdász, MTA-tag (2001)
- Vicsek Tamás (1948) fizikus, MTA-tag (1999)
- Vida Gábor (1935) biológus, genetikus, ökológus, MTA-tag (1997)
- Vigh László (1950) biokémikus, MTA-tag (m, 1998)
- Vikár László (1929–2017) népzenekutató (1995)
- Vizi E. Szilveszter (1936) kutatóorvos, farmakológus, MTA-tag (1993; n, 2012)
- Vizkelety András (1931) filológus, irodalomtörténész, középkorkutató, MTA-tag (2005)
- Vörös Attila (1944) geológus, paleontológus, MTA-tag (2019)
- Vörös Győző (1972) építész, régész (2022)
- Vörös József (1951) közgazdász, MTA-tag (2016)

## W
- Winkler András (1942–2023) faipari mérnök (2000)
- Woynárovich Elek (1915–2011) halbiológus (1993)

## Z
- Zalai Ernő (1943–2021) közgazdász, MTA-tag (2012)
- Závodszky Péter (1939) biofizikus, MTA-tag (2010)
- Zawadowski Alfréd (1936–2017) fizikus, MTA-tag (2003)
- Zimányi József (1931–2006) fizikus, MTA-tag (2000)
- Zrínyi Miklós (1949) kémikus, MTA-tag (2024)